# 이치이 사야카
이치이 사야카(市井紗耶香, 1983년 12월 31일~ )는 일본의 전 가수이며 전 모닝구무스메 제2기 멤버이다. 지바현 후나바시시 출신. 애칭은 카아상 현재는 개인활동을 하고있다.

## 약력
- 1998년 5월, 야구치 마리, 야스다 케이와 함께 모닝구무스메。제2기 멤버로서 가입.
- 1998년 12월 31일, 제40회 일본 레코드 대상 최우수 신인상 수상, 제49회 NHK 홍백가합전에 첫 출장.
- 1999년 11월, 야스다 케이, 고토 마키와 함께 모닝구무스메。내 유닛으로서는 두 번째인〈풋치모니〉를 결성. 데뷔곡〈ちょこっとLOVE〉는 밀리언셀러를 기록하였다.
- 2000년 5월, 일본 무도관에서 모닝구무스메。를 졸업.
- 2001년 10월 6일, 이치이 사야카 in CUBIC-CROSS 등으로 복귀하는 것이 발표되었다.
- 2001년 11월, 샤란Q의 타이세의 프로듀스로 왕년의 포크 커버 앨범《FOLK SONGS》(이치이 사야카 with 나카자와 유코)를 발매하여 복귀.
- 2002년 4월, 타이세 (키보드), 요시자와 나오키 (기타)와 함께 이치이 사야카 in CUBIC-CROSS를 결성.
- 2002년 12월, 솔로로《4U~ひたすら~》를 발매.
- 2003년 11월 9일, 홈페이지 상에서 “은퇴”를 선언하여 연예계를 은퇴.
- 2004년 5월, 요시자와 나오키와 결혼, 그 해 8월에 출산.
- 2009년 8월, 연예계 복귀[1][2].
- 2009년 9월, 리큐어「쿠앵트로」의 퍼포먼스 쇼에 입장. 전 동료인 고토 마키와 공동 출연한다.
- 2010년 5월 25일, 도우니치 방송의「행복 결혼 상담소」에서 이시구로 아야와 공동 출연한다. 덧붙여 수록일(5월 6일)의 서로의 블로그로 졸업 이래의 재회를 보고하고 있다.
- 2010년 10월, Theatre Polyphonic 제1회 공연「악마의 그림책」에 출연.
- 2010년 11월, 단편 영화「나고야 MEN'S 이야기 KNIGHTS&NOODLE」로 주연.
- 2011년 6월 14일, 주간 여성에 의해 5월 23일에 요시자와 나오키와 이혼했다고 보도되었다. 원인 중 하나는 남편의 육아 방폐로 되어 있었고, 소속 사무소 측은 이혼 원인에 대해 특별히 접하지 않다고 보도되고 있다.
- 2012년 3월 31일 공개의 일중 합작 영화「내일에 걸쳐 놓는 사랑」으로 주연.
- 2012년 8월, 두 번째의 속도위반 결혼을 보고. 상대는 2012년 9월 24일의 자신의 블로그에서 공개되었다.
- 2013년 3월 25일, 셋째 아이로서 남자 아이를 출산.
- 2014년 5월 4일, OFR48 가입.

## 활동

### 모닝구무스메。시절
- 1998년의 모닝구무스메。가입 초기에는 에 그다지 눈에 띄지 않았지만, 1998년 여름에 머리를 짧게 자르고 보이쉬 스타일로 이미지 변화를 시도하였다.
- 모닝구무스메。제3기 멤버인 고토 마키의 교육 담당이었다.
- 풋치모니로 인기에 불이 붙기 시작했다. 《ちょこっとLOVE》가 싱글 차트 1위를 획득했을 때 모 음악방송에서 소리 높여 “탄포포에게 이겼어요!”라고 선언한 적도 있다.
- 싱글 《恋のダンスサイト》가 발매될 당시에는 아베 나츠미나 고토 마키와 어깨를 견줄 정도의 인기 멤버가 되어, 영화 《핀치런너》에서는 아베와 공동 주연이라고도 할 수 있을 정도의 중요한 역할을 맡았다.
- 2000년 4월에 돌연히 “싱어 송 라이터가 되어 솔로 활동을 하고 싶다.”라고 선언하여, 2000년 5월 21일에 일본 무도관에서의 콘서트를 마지막으로 졸업, 일시적으로 휴식을 가졌다.

### 솔로 활동, 은퇴
- 2001년 10월에 복귀하였지만 공약했던 “싱어 송 라이터”가 아닌, 나카자와 유코와 함께 《FOLK SONGS》(2001년 11월 29일 발매)로, 아이돌 가수로서 복귀하였다.
- 사진집 발매와 악수회 개최를 하는 한편, 가수로서는 솔로가 아닌 이치이 사야카 in CUBIC-CROSS라는 유닛으로 다시 데뷔. 첫 번째 싱글에서는 프로듀스를 담당한 타이세 등이 만든 곡을 불러, 데뷔곡은 자신이 작사한 곡이 아니었다. 두 번째 싱글부터는 작사를 담당하였다.
- 참고로 나카자와 유코 이후의 졸업 (탈퇴) 한 멤버는 모닝구무스메。만 그만둘 뿐, 헬로! 프로젝트 멤버로서 모닝구무스메。와 함께 TV 방송에 출연하거나, 콘서트에서 함께 공연하기도 하지만, 이치이가 모닝구무스메와 함께 출연한 것은 졸업 직후의 〈MUSIX!〉와 고토 마키 졸업 특방뿐이며, 그 외에 헬로! 프로젝트와 함께 활동한 적은 없다.
- 2003년 11월 9일에 홈페이지 상에서 “행복을 찾고 싶다.”라는 이유로 연예계를 은퇴하였다. 한편 모닝구무스메。탈퇴 당시부터 수수께끼였던 그녀의 탈퇴 이유에 대해서는 몇 가지 설이 있는데, ASAYAN 공식북인 《모닝구무스메。5+3-1》의 편집 담당자는, 같은 다카라지마사에서 출판된 《모닝구무스메。바이블》에 수록된 인터뷰에서 “고토 마키를 중심으로 이 책(《모닝구무스메。5+3-1》)의 속편이 계획되었었지만 여러 가지 이유로 중단되었다.”라며, 그 “여러 가지 이유”의 첫 번째로 “이치이가 불행한 이유로 그만둔 것”을 들었다. 그 “불행한 이유”의 자세한 내용에 대해서는 밝히지 않았다.

### 복귀
- 2009년 8월에 소속 사무소를 이적해 연예계에 다시 복귀. 이후는 탤런트로서 활동하고 있다. 현재, 가수 활동을 하지 않았다.

## 음악

### 싱글
1. 4U~ひたすら~ (2002년 12월 4일)

- 이치이 사야카 in CUBIC-CROSS 명의

1. 人生がもう始まってる (2002년 4월 24일)
2. 失恋LOVEソング (2002년 7월 17일)
3. 届け！恋のテレパシー (2002년 9월 11일)
4. ずっとずっと (2003년 5월 1일)

### 앨범
- 이치이 사야카 with 나카자와 유코 명의

1. FOLK SONGS (2001년 11월 29일)

- 이치이 사야카 in CUBIC-CROSS 명의

1. C:BOX (2002년 11월 20일)

### DVD/VHS (콘서트)
- FOLK DAYS ~이치이 사야카 with 나카자와 유코~ (2002년 2월 28일)

## 출연

### CM
- 몬스터 팜 4 (2003년, 테크모)
- POND'S 블랙 클린 (2010년, 유니레버 재팬)

### 라디오
- 이치이 사야카 RADIO DELUXIAN (2002년 - 2003년, TOKYO FM)
- SUPER STAR QR (2002년 - 2003년, 분카 방송)

### Show
- 도쿄 걸즈 콜렉션 (2009년 - )
- 도쿄 걸즈 어워드 (2010년)

### 무대
- 악마의 그림책 (2010년)※주연, 카와다 유우 역
- SmokeCompany vol.1「늦여름에」(2011년 8월 31일 - 9월 4일, 사사즈카 팩토리)

## 서적

### 잡지
- saita (2010년 1월 ~ , 세븐 & 아이 출판)※ 이치이 사야카의 자연 화장품

### 사진집
- self (2002년 1월 17일, 와니북스) ISBN 4-8470-2693-4

## 소속 유닛
- 모닝구무스메 (1998년 - 2000년)